# Afghanische Cricket-Nationalmannschaft in Irland in der Saison 2018
Die Tour der afghanischen Cricket-Nationalmannschaft nach Irland in der Saison 2018 fand vom 20. bis zum 31. August 2018 statt. Die internationale Cricket-Tour war Bestandteil der Internationalen Cricket-Saison 2018 und umfasste drei ODIs und drei Twenty20s. Afghanistan gewann die Twenty20-Serie 2–0 und die ODI-Serie 2–1.

## Vorgeschichte
Irland spielte zuvor eine Tour gegen Indien, Afghanistan einen Test in Indien. Das letzte Aufeinandertreffen der beiden Mannschaften bei einer Tour fand in der Saison 2017/18 in den Vereinigten Arabischen Emiraten statt.

## Stadien
Die folgenden Stadien wurden für die Tour ausgewählt und am 28. Februar 2018 bekanntgegeben.
| Stadion                    | Stadt        | Kapazität | Spiele      |
| -------------------------- | ------------ | --------- | ----------- |
| Stormont                   | Belfast      | 7.000     | 1. – 3. ODI |
| Bready Cricket Club Ground | Magheramason | 3.000     | 1. – 3. T20 |

## Kaderlisten
Afghanistan benannte seine Kader am 25. Juli 2018.
Irland benannte seine Kader am 17. August 2018.
| ODI | ODI | Twenty20 | Twenty20 |
| Irland | Afghanistan | Irland | Afghanistan |
| --- | --- | --- | --- |
| - William Porterfield (K) - Andrew Balbirnie - Peter Chase - David Delany - George Dockrell - Tyrone Kane - Josh Little - Andy McBrine - Tim Murtagh - Kevin O’Brien - Niall O’Brien - Boyd Rankin - James Shannon - Simi Singh - Paul Stirling - Gary Wilson | - Asghar Afghan (K) - Javed Ahmadi - Aftab Alam - Ihsanullah - Rashid Khan - Wafadar Momand - Mohammad Nabi - Gulbadin Naib - Shafiqullah (wk) - Rahmat Shah - Hashmatullah Shahidi - Mohammad Shahzad (wk) - Sayed Shirzad - Samiullah Shinwari - Mujeeb Ur Rahman - Dawlat Zadran - Najibullah Zadran - Hazratullah Zazai | - Gary Wilson (K) - Andrew Balbirnie - Peter Chase - David Delany - George Dockrell - Tyrone Kane - Josh Little - Andy McBrine - Kevin O’Brien - William Porterfield - Boyd Rankin - James Shannon - Simi Singh - Paul Stirling - Stuart Thompson | - Asghar Afghan (K) - Fareed Ahmad - Aftab Alam - Mirwais Ashraf - Usman Ghani - Rashid Khan - Mohammad Nabi - Gulbadin Naib - Shafiqullah - Mohammad Shahzad (wk) - Samiullah Shinwari - Mujeeb Ur Rahman - Najibullah Zadran - Hazratullah Zazai |

## Twenty20 Internationals

### Erstes Twenty20 in Magheramason
| 20. August Scorecard | Magheramason | Afghanistan 160-7 (18/18)       | – | Irland 144-9 (18/18) |
|                      |              | Afghanistan gewinnt mit 16 Runs |   |                      |

### Zweites Twenty20 in Magheramason
| 22. August Scorecard | Magheramason | Afghanistan 160-8 (20)          | – | Irland 79 (15) |
|                      |              | Afghanistan gewinnt mit 81 Runs |   |                |

### Drittes Twenty20 in Magheramason
| 24. August Scorecard | Magheramason | Irland   | – | Afghanistan |
|                      |              | Abgesagt |   |             |

## One-Day Internationals

### Erstes ODI in Belfast
| 27. August Scorecard | Belfast | Afghanistan 227-9 (50)          | – | Irland 198 (48.3) |
|                      |         | Afghanistan gewinnt mit 29 Runs |   |                   |

### Zweites ODI in Belfast
| 29. August Scorecard | Belfast | Afghanistan 182-9 (50)       | – | Irland 183-7 (43.5) |
|                      |         | Irland gewinnt mit 3 Wickets |   |                     |

### Drittes ODI in Belfast
| 31. August Scorecard | Belfast | Irland 124 (36.1)                 | – | Afghanistan 127-2 (23.5) |
|                      |         | Afghanistan gewinnt mit 8 Wickets |   |                          |